# کاهو مینامی
کاهُو می‌نامی (انگلیسی: Kaho Minami; ۲۰ ژانویهٔ ۱۹۶۴) بازیگر زن ژاپنی و از کره‌ای‌ها در ژاپن، با اصالت کره جنوبی است که در سینما، تلویزیون و تبلیغات فعالیت می‌کند.
از فیلم‌هایی که وی در آن نقش داشته‌است، می‌توان به جنگ بزرگ یوکای، دوشیزه اوساکا و خاطرات مادر من اشاره کرد.

## زندگی شخصی
می‌نامی از سال ۲۰۰۵ تا ۲۰۱۸ با بازیگر کن واتانابه ازدواج کرد. طلاق آنها حدود یک سال پس از گزارش رسانه ای مبنی بر اینکه واتانابه، که بعداً به این اتهام اعتراف کرد، به می‌نامی خیانت کرده‌است، اعلام شد.
او بر پروژه‌های داوطلبانه مختلف از جمله فعالیت‌های روشنگرانه برای به اشتراک گذاشتن تجربیات خود به عنوان یک بازمانده از سرطان پستان تمرکز می‌کند. او به عنوان یکی از تأثیرگذارترین زنان ژاپنی شناخته می‌شود.